# Degrassi: The Next Generation (2.ª temporada)
A segunda temporada de Degrassi: The Next Generation começou a ser exibida no Canadá em 29 de setembro de 2002, concluída em 23 de fevereiro de 2003 e contém vinte e dois episódios. Degrassi: The Next Generation é uma série de televisão dramática canadense. Esta temporada retrata a vida de um grupo de crianças da oitava e da nona série que lidam com alguns dos desafios e problemas que os adolescentes enfrentam, como abuso infantil, hormônios, estupro, imagem corporal, crimes de ódio, identidade sexual, alcoolismo, protestos, e relacionamentos. Esta é a primeira temporada a contar com alunos do ensino médio da 9ª série e da última temporada para apresentar alunos do ensino fundamental.
As filmagens começaram em 10 de junho de 2002 e continuaram em novembro de 2002. Cada episódio tem o nome de uma música dos anos 80.
A segunda temporada foi ao ar aos domingos às 19:00 na CTV, uma rede de televisão terrestre canadense, e estreou com um especial de sessenta minutos, "When Doves Cry", que forma os dois primeiros episódios da segunda temporada. Outros episódios também foram ao ar nas sextas-feiras em janeiro de 2003. Nos Estados Unidos, foi transmitido pela The N, uma rede de TV a cabo voltada para adolescentes e jovens adultos. A temporada foi lançada em DVD como um conjunto de quatro discos em 21 de junho de 2005 pela Alliance Atlantis Home Entertainment no Canadá, e pela FUNimation Entertainment nos EUA. Usuários registrados das iTunes Store do Canadá e dos EUA também podem comprar e baixar a temporada para reprodução em computadores domésticos e determinados iPods.
Sucesso crítico e popular, a segunda temporada de Degrassi: The Next Generation foi a série de drama canadense mais assistida para os telespectadores mais jovens do Canadá entre dois e trinta e quatro anos. Foi indicado em oito categorias no Gemini Award, quatro categorias no Directors Guild of Canada Awards e no National Council on Family Relations Media Awards, e em duas categorias no Young Artist Award. Quatro episódios também foram indicados na Gala Awards of Excellence, organizada pela Alliance for Children and Television, que reconhece a programação infantil canadense de qualidade.

## Elenco
A segunda temporada apresenta quinze atores que recebem o faturamento de estrelas com todos os treze deles retornando da temporada anterior.
- Miriam McDonald como Emma Nelson (18 episódios)
- Aubrey Graham como Jimmy Brooks (18 episódios)
- Christina Schmidt como Terri McGreggor (14 episódios)
- Melissa McIntyre como Ashley Kerwin (18 episódios)
- Sarah Barrable-Tishauer como Liberty Van Zandt (14 episódios)
- Cassie Steele como Manuela "Manny" Santos (19 episódios)
- Stefan Brogren como Archie "Snake" Simpson (17 episódios)
- Jake Goldsbie como Toby Isaacs (18 episódios)
- Shane Kippel como Gavin "Spinner" Mason (20 episódios)
- Ryan Cooley como James Tiberius "J.T." Yorke (20 episódios)
- Lauren Collins como Paige Michalchuk (18 episódios)
- Pat Mastroianni que interpreta Joey Jeremiah (10 episódios)
- Jake Epstein como Craig Manning (15 episódios)
- Daniel Clark como Sean Cameron (19 episódios)
- Dan Woods como Mr. Raditch (19 episódios)

Pat Mastroianni é atualizado para uma série regular depois de aparecer na estréia da série na temporada passada, enquanto Jake Epstein é novo para a série.
Amanda Stepto e Andrea Lewis continuam seus papéis recorrentes como Christine "Spike" Nelson e Hazel Aden e Stacey Farber, Adamo Ruggiero, Melissa DiMarco e Katie Lai recebem papéis recorrentes como Ellie Nash e Marco Del Rossi, professora de ciências Daphne. Hatzilakos e 7ª série Kendra Mason, respectivamente. Alex Steele, que apareceu brevemente em "Mother and Child Reunion" como a filha de Joey, Angela Jeremiah, retorna em um papel recorrente. Tom Melissis e Jennifer Podemski são apresentados interpretando o Sr. Perino e a Sra. Sauve, e Linlyn Lue retorna para interpretar a Sra. Kwan.
Siluck Saysanasy que interpretou Yick Yu faz uma participação especial em "When Doves Cry". Anais Granofsky e Stacie Mistysyn, que atuaram como Lucy Fernandez e Caitlin Ryan na série anterior, retornam à franquia quando são convidados em "White Wedding".

## Equipe técnica
A temporada foi produzida pela Epitome Pictures e pela CTV. Os produtores executivos são o CEO da Epitome Pictures e Degrassi: a co-criadora da Next Generation, Linda Schuyler, e seu marido, o presidente da Epitome, Stephen Stohn. Degrassi: O co-criador da Next Generation, Yan Moore, serviu como consultor criativo e David Lowe foi o produtor da linha. Aaron Martin serviu como editor executivo da história. James Hurst serviu como editor da história, com Shelley Scarrow como editor júnior da história. Os roteiristas da temporada são Tassie Cameron, Craig Cornell, James Hurst, Sean Jara, Aaron Martin, Yan Moore, Susin Nielsen, Clare Ross Dunn, Shelley Scarrow, Joana Sinyor, David Sutherland e Brendon Yorke. Os diretores da temporada são Bruce McDonald, Philip Earnshaw, Paul Fox, Anais Granofsky e Stefan Scaini.

## Episódios
| № na série | № na temporada | Título                      | Exibição original       | Cód. de produção |
| ---------- | -------------- | --------------------------- | ----------------------- | ---------------- |
| 16–17      | 1–2            | "When Doves Cry"            | 29 de setembro de 2002  | 201 & 202        |
| 18         | 3              | "Girls Just Wanna Have Fun" | 6 de outubro de 2002    | 203              |
| 19         | 4              | "Karma Chameleon"           | 13 de outubro de 2002   | 204              |
| 20         | 5              | "Weird Science"             | 20 de outubro de 2002   | 205              |
| 21         | 6              | "Drive"                     | 27 de outubro de 2002   | 206              |
| 22         | 7              | "Shout"                     | 3 de novembro de 2002   | 207              |
| 23         | 8              | "Shout"                     | 10 de novembro de 2002  | 208              |
| 24         | 9              | "Mirror in the Bathroom"    | 17 de novembro de 2002  | 209              |
| 25         | 10             | "Take My Breath Away"       | 24 de novembro de 2002  | 210              |
| 26         | 11             | "Don't Believe the Hype"    | 1 de dezembro de 2002   | 211              |
| 27–28      | 12–13          | "White Wedding"             | 5 de janeiro de 2003    | 212 & 213        |
| 29         | 14             | "Careless Whisper"          | 3 de janeiro de 2003    | 214              |
| 30         | 15             | "Hot for Teacher"           | 10 de janeiro de 2003   | 215              |
| 31         | 16             | "Message in a Bottle"       | 17 de janeiro de 2003   | 216              |
| 32         | 17             | "Relax"                     | 26 de janeiro de 2003   | 217              |
| 33         | 18             | "Dressed in Black"          | 19 de janeiro de 2003   | 218              |
| 34         | 19             | "Fight for Your Right"      | 2 de fevereiro de 2003  | 219              |
| 35         | 20             | "How Soon Is Now?"          | 9 de fevereiro de 2003  | 220              |
| 36         | 21             | "Tears Are Not Enough"      | 16 de fevereiro de 2003 | 221              |
| 37         | 22             | "Tears Are Not Enough"      | 23 de fevereiro de 2003 | 222              |